# Щукин, Сергей Вадимович
Серге́й Вади́мович Щу́кин (род. 1951) — иллюзионист, заслуженный артист России, руководитель Саратовского театра магии и фокусов «Самокат».

## Биография
Сергей Щукин родился 4 октября 1951 года.
В Саратове занимался в Народном театре чтеца, а затем в Поэтическом театре «Данко» под руководством актера саратовского ТЮЗа, заслуженного работника культуры РСФСР Н. Л. Курьякова. 
Учился в Саратовском педагогическом институте, изучая немецкий и английский языки, затем в Щукинском училище, получив специальность режиссёр драматического театра.
В качестве режиссёра-постановщика работал в Саратовском театре драмы (поставил спектакль «Стрела Робин Гуда» по пьесе Софьи Прокофьевой и Ирины Токмаковой, 1982), Тобольском драматическом театре, Вольском драматическом театре.
В 1987 году создал первый в Саратове муниципальный театр «Самокат». Являлся одним из организаторов театрального студийного движения в стране.
В 2008 году Щукин участвовал в программе Ури Геллера «Феномен» на телеканале «Россия».
В 2009 году — участник всемирного конгресса иллюзионистов в Китае (FISM-2009).

### Семья
- Жена — Маргарита.
- Сын — Артём также стал иллюзионистом.

## Награды
- Заслуженный артист России (2002).
- Медаль ордена «За заслуги перед Отечеством» II степени (2012)[4]
- Является Лауреатом нескольких Всероссийских театральных конкурсов.